# Franco de Ginebra

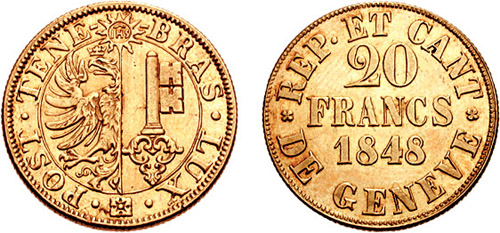
moneda de 20 Francos de Ginebra

El franco fue la moneda del cantón suizo de Ginebra  entre 1839 y 1850. Se subdividía en cien centimes.

## Historia
El franco sustituyó al thaler de Ginebra en 1839. El franco de este cantón poseía paridad con el franco francés. En 1850, el franco suizo fue reintroducido, a una tasa de cambio de 1 franco suizo = 1 franco de Ginebra.

## Monedas
Se introdujeron monedas de vellón en denominaciones de 1, 2, 4, 5, 10 y 25 céntimos. Un pequeño número de monedas fueron acuñadas en plata, éstas estaban valuadas en 5 y 10 francos y luego otras numismas de oro de 10 y 20 francos fueron agregadas a la circulación.